# Philotas
Philotas (Grieks Φιλώτας, gestorven in oktober 330 v.Chr.) was de oudste zoon van generaal Parmenion. Philotas voerde onder Alexander de Grote eerst het bevel over een afdeling ruiterij en werd nadien commandant van de hetairoi onder meer in de Slag bij Gaugamela.
In oktober 330 v.Chr. beschuldigde Coenus, die met de zus van Philotas getrouwd was, en het bevel voerde over de falanx Philotas van medeplichtigheid aan een samenzwering tegen Alexander. Ene Dimnos had een moord op Alexander beraamd en Kebalinos had Philotas ingelicht, maar die had dit verzwegen. Philotas bekende onder marteling door Hephaestion en werd ter dood gebracht. Alexander stuurde meteen ook moordenaars naar Ekbatana om er Parmenion om te brengen.
- Gemeinsame Normdatei: 1230642382
- Nationale Bibliotheek van Tsjechië: jo2017972493
- Union List of Artist Names: 500354940
- Virtual International Authority File: 37151246546344130020

Philippus' generaals
Attalus · Parmenion · Antipater · Eumenes
Somatophylax (Alexanders lijfwacht)
Aristonous · Arybas · Balacrus · Demetrius · Lysimachus · Ptolemaeus (zoon van Seleucus) · Peithon · Hephaestion · Menes · Leonnatus · Perdiccas · Ptolemaeus · Peucestas
Satrapen na de Rijksdeling van Babylon
Antipater (Macedonië en Griekenland · Philo (Illyrië) · Lysimachus (Thracië) · Leonnatus (Frygië) · Antigonos(Frygië aan de Hellespont) · Asander (Karië) ·Nearchos (Lycië en Pamphylië) · Menander (Lydië) · Philotas (Cilicië) · Eumenes (Cappadocië en Paphlagonië) · Ptolemaeus (Egypte) · Laomedon van Mytilene (Syrië) · Neoptolemus (Armenië) · Peucestas (Babylonië) · Arcesilaus (Mesopotamië) · Peithon (Medië) · Tlepolemus (Perzië) · Nicanor (Parthië) · Antigenes (Susiana) · Archon (Pelasgia) · Philippus (Hyrcanië) · Stasanor (Arië en Drangiana) · Sibyrtius (Arachosië en Gedrosië) · Amyntas (Bactrië) · Scythaeus (Sogdiana)
Satrapen na de Rijksdeling van Triparadisus
Antipater (Macedonië en Griekenland) · Lysimachus (Thracië) · Arrhidaeus (Frygië aan de Hellespont) · Antigonos (Frygië, Lycië en Pamphylië) · Cassander (Carië) · Clitus de Witte (Lydië) · Philoxenus (Cilicië) · Nicanor (Cappadocië en Paphlagonië) · Ptolemaeus (Egypte) · Laomedon van Mytilene (Syrië) · Peucestas (Perzië) · Amphimachus (Mesopotamië) · Peithon (Medië) · Tlepolemus (Carmanië) · Philippus (Parthië) · Antigenes (Susiana) · Seleucus (Babylonië) · Stasanor (Bactrië en Sogdiana) · Stasander (Arië en Drangiana) · Sibyrtius (Arachosië en Gedrosië)
Cavaleriegeneraals
Perdiccas · Hephaestion · Philotas · Ptolemaeus · Clitus de Zwarte · Antigonos · Lysimachus · Menander · Leonnatus · Laomedon van Mytilene · 
Neoptolemus · Erigyius · Aretes · Ariston van Paionia
Infanteriegeneraals
Meleager · Craterus · Seleucus · Polyperchon · Antigenes · Coenus · Ptolemaeus (zoon van Seleucus)
Andere generaals
Alcetas · Amphimachus · Amyntas ·  Arcesilaus · Archon · Asander · Clitus de Witte · Nearchus · Nicanor · Nicanor · Peithon · Peucestas · Philippus · Philo · Philotas · Philoxenus · Scythaeus · Sibyrtius · Stasanor · Stasander · Tlepolemus